# Club Esportiu Castelló 1989/90
La temporada 1989/90 va ser la 67a en la història del CE Castelló. Després d'aconseguir l'ascens a Primera divisió el curs anterior, al Nou Castàlia es van veure partits de la màxima categoria per primer cop. Malgrat que l'equip va patir dues baixes important, amb Jordi Vinyals i Pepe Mel, es va aconseguir la permanència sense massa patiment. D'altra banda, també va suposar el primer any sense l'emblemàtic Viña, ja retirat, i la tornada de dos homes de la casa: Pedro Alcañiz i Javi Ibeas.

## Plantilla

### Jugadors
| Núm. | Pos. |                     | Jugador        | Procedència     | Temporada |
| ---- | ---- | ------------------- | -------------- | --------------- | --------- |
|      | POR  | Catalunya           | Emili Isierte  | Borriana (c)    | 1988/89   |
|      | POR  | País Valencià       | Martínez Puig  | Olímpic Xàtiva  | 1987/88   |
|      | DEF  | Castella - la Manxa | Alejandro      | Albacete        | 1988/89   |
|      | DEF  | País Valencià       | Alfredo        | Amateur         | 1982/83   |
|      | DEF  | Argentina           | Bonhoff        | Newell's        | 1988/89   |
|      | DEF  | País Basc           | Trigos         | Ceuta           | 1988/89   |
|      | DEF  | País Valencià       | Javi Valls     | Amateur         | 1981/82   |
|      | DEF  | País Valencià       | Ximet          | Borriana        | 1985/86   |
|      | MIG  | País Basc           | Enrique Ayúcar | Athletic Bilbao | 1989/90   |
|      | MIG  | Andalusia           | Escobar        | Elx             | 1988/89   |
|      | MIG  | Astúries            | Fernández      | Standard / Elx  | 1989/90   |
|      | MIG  | Castella i Lleó     | Ibeas          | Murcia          | 1989/90   |
|      | MIG  | Andalusia           | José Hurtado   | Málaga          | 1988/89   |

| No. | Posició |               | Jugador         | Procedència | Temporada |
| --- | ------- | ------------- | --------------- | ----------- | --------- |
|     | MIG     | Catalunya     | Manchado        | Amateur     | 1984/85   |
|     | MIG     | Nigèria       | Ugbade          | El-Kameni   | 1989/90   |
|     | MIG     | País Valencià | Víctor Salvador | Amateur     | 1982/83   |
|     | DAV     | País Valencià | Pedro Alcañiz   | València    | 1989/90   |
|     | DAV     | Argentina     | Cabrera         | Cadis       | 1988/89   |
|     | DAV     | Andalusia     | Moisés          | Sevilla     | 1989/90   |
|     | DAV     | Catalunya     | Raúl Cruselles  | Amateur     | 1986/87   |
|     | DAV     | Uruguai       | Walter Peletti  | Wanderers   | 1989/90   |
| F   | POR     | Galícia       | Romo            | Cabanes     | 1989/90   |
| F   | DEF     | Catalunya     | David           | Amateur     | 1989/90   |
| F   | DEF     | País Valencià | Sevilla         | Amateur     | 1989/90   |
| F   | MIG     | País Valencià | Octavio         | Amateur     | 1989/90   |
| F   | DAV     | País Valencià | Cruceta         | Amateur     | 1989/90   |

- Fernández té la doble nacionalitat espanyola i belga  .

#### Altes
| Núm. | Posició |                 | Jugador        | Procedència                         | Preu           | Mercat |
| ---- | ------- | --------------- | -------------- | ----------------------------------- | -------------- | ------ |
|      | DEF     | Euskadi         | Trigos         | CA Ceuta                            | ?              | Estiu  |
|      | MIG     | Euskadi         | Enrique Ayúcar | Athletic Bilbao                     | Cessió         | Estiu  |
|      | MIG     | Astúries        | Fernández      | Standard (propietari) / Elx (cedit) | ?              | Estiu  |
|      | MIG     | Castella i Lleó | Ibeas          | Real Murcia                         | ?              | Estiu  |
|      | MIG     | Nigèria         | Ugbade         | El-Kanemi Warriors FC               | ?              | Estiu  |
|      | DAV     | País Valencià   | Pedro Alcañiz  | Valencia CF                         | 30.000.000 pts | Estiu  |
|      | DAV     | Andalusia       | Moisés         | Sevilla FC                          | ?              | Estiu  |
|      | DAV     | Uruguai         | Walter Peletti | Montevideo Wanderers FC             | 13.000.000 pts | Estiu  |

#### Baixes
| Núm. | Posició |               | Jugador       | Destinació             | Preu           | Mercat |
| ---- | ------- | ------------- | ------------- | ---------------------- | -------------- | ------ |
|      | POR     | País Valencià | Fermín        | Vila-real CF           | 0 pts          | Estiu  |
|      | MIG     | País Valencià | Breva         | Vila-real CF           | 0 pts          | Estiu  |
|      | MIG     | País Valencià | Pedro López   | SD Ibiza               | 0 pts          | Estiu  |
|      | MIG     | Catalunya     | Rodri         | Gimnàstic de Tarragona | 0 pts          | Estiu  |
|      | MIG     | Catalunya     | Jordi Vinyals | Real Oviedo            | 0 pts          | Estiu  |
|      | DAV     | Múrcia        | Puskas        | CA Ceuta               | 0 pts          | Estiu  |
|      | DAV     | Madrid        | Pepe Mel      | Real Betis             | 23.000.000 pts | Estiu  |
|      | DAV     | Andalusia     | Viña          | Retirat                |                | Estiu  |